# Meerhout
Meerhout là một đô thị ở tỉnh Antwerp. Đô thị này chỉ gồm thị trấn Meerhout. Tại thời điểm ngày 1 tháng 1 2008 Meerhout có dân số 9.578 người, trong đó có 50,4% là nam giới, 49,6% là nữ giới. Tổng diện tích là 36,29 km² với mật độ dân số là 264 người trên mỗi km²..

## Cư dân nổi bật
- Kate Ryan
- Zjef Van Uytsel